# Nations Cup 2007
La Nations Cup de 2007 fue la 2.ª edición del torneo y la 1.ª que se disputó en Bucarest (Rumania). El evento se llevó a cabo en junio y los 9 partidos se disputaron en el Stadionul Tineretului, más conocido como Estadio Nacional de Rugby Arcul de Triumf.

## Equipos participantes
- Selección de rugby de Sudáfrica A (Emerging Springboks)
- Selección de rugby de Georgia (Los Lelos)
- Selección de rugby de Italia A (Italia A)
- Selección de rugby de Argentina A (Argentina A)
- Selección de rugby de Namibia (Welwitschias)
- Selección de rugby de Rumania (Los Robles)

## Posiciones
| Pos. | Equipo        | Encuentros | Encuentros | Encuentros | Encuentros | Tantos  | Tantos    | Tantos     | Puntos Bonus | Puntos Totales |
| Pos. | Equipo        | jugados    | ganados    | empatados  | perdidos   | a favor | en contra | diferencia | Puntos Bonus | Puntos Totales |
| ---- | ------------- | ---------- | ---------- | ---------- | ---------- | ------- | --------- | ---------- | ------------ | -------------- |
| 1    | E. Springboks | 0          | 0          | 0          | 0          | 0       | 0         | + 0        | 0            | 0              |
| 2    | Argentina A   | 0          | 0          | 0          | 0          | 0       | 0         | + 0        | 0            | 0              |
| 3    | Georgia       | 0          | 0          | 0          | 0          | 0       | 0         | - 0        | 0            | 0              |
| 4    | Rumania       | 0          | 0          | 0          | 0          | 0       | 0         | - 0        | 0            | 0              |
| 5    | Italia A      | 0          | 0          | 0          | 0          | 0       | 0         | - 0        | 0            | 0              |
| 6    | Namibia       | 0          | 0          | 0          | 0          | 0       | 0         | - 0        | 0            | 0              |

Nota: Se otorgan 4 puntos al equipo que gane un partido y 2 al que empate
Puntos Bonus: 1 punto por convertir 4 tries o más en un partido y 1 al equipo que pierda por no más de 7 tantos de diferencia

## Resultados

### Primera fecha
| 5 de junio | Argentina A | 27 - 20 | Italia A |  |  |
|            |             | Reporte |          |  |  |

| 5 de junio | Georgia | 26 - 18 | Namibia |  |  |
|            |         | Reporte |         |  |  |

| 5 de junio | Rumania | 7 - 61  | E. Springboks |  |  |
|            |         | Reporte |               |  |  |

### Segunda fecha
| 10 de junio | Rumania | 19 - 8  | Italia A |  |  |
|             |         | Reporte |          |  |  |

| 10 de junio | Namibia | 13 - 47 | Argentina A |  |  |
|             |         | Reporte |             |  |  |

| 10 de junio | E. Springboks | 24 - 7  | Georgia |  |  |
|             |               | Reporte |         |  |  |

### Tercera fecha
| 16 de junio | Italia A | 20 - 22 | Georgia |  |  |
|             |          | Reporte |         |  |  |

| 16 de junio | Rumania | 28 - 16 | Namibia |  |  |
|             |         | Reporte |         |  |  |

| 16 de junio | E. Springboks | 24 - 10 | Argentina A |  |  |
|             |               | Reporte |             |  |  |

| Bandera de Sudáfrica        |
| Campeón Emerging Springboks |
| Primer título               |